# Ecnomus karawalla
Ecnomus karawalla är en nattsländeart som beskrevs av Cartwright 1990. Ecnomus karawalla ingår i släktet Ecnomus och familjen trattnattsländor. Inga underarter finns listade i Catalogue of Life.